# Уил Сиймор Мънроу
Уил Сиймор Мънроу (на английски: Will Seymour Monroe) е учен и просветен деец от Съединените американски щати.

## Биография
Уил Мънроу е роден през 1863 година в Хънлок, Пенсилвания. Следва в Станфордския университет, а след това в университетите Йена и Лайпциг, след което е професор по психология в Уестфийлд. След 1909 година преподава в колежа в Ню Джърси и на много други места. Автор е на книги за България, Османската империя, Норвегия, Италия и други. Умира през 1939 година.